# Net Promoter Score
La Net Promoter Score o NPS (en català: puntuació neta del promotor) és una mètrica d'investigació de mercat molt utilitzada que es basa en una única pregunta d'enquesta que demana als enquestats que valoren la probabilitat que recomanin una empresa, producte o servei a un amic o col·lega. El NPS és un instrument propietari proposat per Fred Reichheld, propietari de la marca registrada NPS juntament amb Bain & Company i Satmetrix. La seva popularitat i ampli ús s'han atribuït a la seva senzillesa i metodologia transparent.
L'NPS assumeix una subdivisió dels enquestats en "promotors", que proporcionen puntuacions de 9 o 10, "passius" que proporcionen puntuacions de 7 o 8 i "detractors" que proporcionen puntuacions de 6 o menys. La puntuació neta del promotor resulta d'un càlcul que consisteix a restar el percentatge de detractors del percentatge de promotors recollit per l'ítem de l'enquesta. El resultat del càlcul normalment s'expressa com un nombre enter en lloc d'un percentatge. El nucli Quina probabilitat tindries de recomanar... la pregunta gairebé sempre va acompanyada d'un "Per què?".
El NPS normalment s'interpreta i s'utilitza com un indicador de la fidelitat del client. En alguns casos, s'ha argumentat que es correlaciona amb el creixement dels ingressos en relació amb els competidors dins d'una indústria, tot i que també s'ha demostrat que les puntuacions de NPS varien substancialment entre les indústries. NPS ha estat àmpliament adoptat per empreses de Fortune 500 i altres organitzacions. Els defensors de l'enfocament Net Promoter afirmen que la puntuació es pot utilitzar per motivar una organització a centrar-se més en la millora de productes i serveis. A partir del 2020, dues terceres parts de les empreses de Fortune 1000 utilitzen versions del NPS.

## Orígens
Els orígens de NPS com a instrument propietari daten de l'any 2001, moment en què Reichheld i Satmetrix es van basar en els seus esforços d'investigació de mercat anteriors i en curs per destil·lar i promoure un únic element d'enquesta que era fàcil d'administrar a un gran nombre d'enquestats, així com fàcil d'administrar perquè les parts interessades l'utilitzin i la interpretin. Entre primers esforços per promoure l'ús del NPS als clients corporatius hi trobem un article de la Harvard Business Review de Reichheld de 2002 titulat The One Number You Need To Grow.

## Predicció de la fidelitat del client
L'objectiu principal de la metodologia de puntuació del promotor net és inferir la lleialtat del client (com es demostra amb la recompra i la referència) a un producte, servei, marca o empresa a partir de les respostes dels enquestats a un únic element de l'enquesta. Per a algunes indústries, en particular el programari i els serveis d'empresa a empresa basats en anualitats, s'ha demostrat que els detractors tendeixen a romandre amb una empresa, mentre que els passius tenen més probabilitats de marxar. L'ús de la puntuació NPS a més de les taxes de retenció d'ingressos i les taxes de retenció de clients pot oferir informació valuosa dels clients i pot oferir una millor predictibilitat de les taxes de fidelització del client.
Com que representa respostes a un únic element de l'enquesta, la validesa i la fiabilitat de la puntuació NPS de qualsevol corporació depenen en última instància de la recollida d'un gran nombre de valoracions d'usuaris humans individuals. Tanmateix, les enquestes d'investigació de mercat es distribueixen normalment per correu electrònic i les taxes de resposta a aquestes enquestes han anat disminuint de manera constant en els darrers anys. Davant de les crítiques a la puntuació del promotor net, els defensors de l'enfocament del promotor net afirmen que la pregunta "recomana" té un poder predictiu similar a altres mètriques, però que presenta una sèrie d'avantatges pràctics a altres mètriques més complexes. Els defensors també argumenten que les anàlisis basades en dades de tercers són inferiors a les realitzades per les empreses amb els seus propis clients, i que els avantatges pràctics de l'enfocament (incloent-hi una enquesta breu, un concepte senzill per comunicar i la capacitat de les corporacions de seguir els clients) superen la possible inferioritat estadística a altres mètriques.
Definitivament, les puntuacions de NPS oscil·len entre -100 i +100.

## Crítica
Tot i que la puntuació neta del promotor ha guanyat popularitat entre els executius empresarials i es considera un instrument àmpliament utilitzat per mesurar la fidelitat dels clients a la pràctica, també ha generat controvèrsia en els cercles acadèmics i d'investigació de mercat. La crítica acadèmica ha qüestionat si el NPS és un predictor fiable del creixement de l’empresa. Altres investigadors han observat que no hi ha proves empíriques que la pregunta de "probabilitat de recomanar" sigui un millor predictor del creixement empresarial que altres preguntes de fidelitat del client (per exemple, satisfacció general, probabilitat de tornar a comprar, etc.) i que la pregunta sobre "probabilitat de recomanar" no mesura res de diferent d'altres preguntes convencionals relacionades amb la lleialtat.